# Laila Hirvisaari
Laila Ellen Kaarina Hirvisaari (Vyborg, 7 de junho de 1938 – Helsinque, 16 de junho de 2021) foi uma escritora finlandesa. Até 2004 era conhecida como Laila Hietamies. Em 2008, mais de quatro milhões de cópias de seus trabalhos haviam sido vendidas.

## biografia
Quando Laila Hirvisaari tinha três anos de idade, seu pai Aarne morreu na Segunda Guerra Russo-Finlandesa. Depois da guerra, ela e sua família evacuaram para Lappeenranta e depois para a parte oeste da Finlândia.
Em 1958, Laila Hirvisaari se casou com Heikki Hietamies, que também se tornou conhecido escritor mais tarde. Ele também é conhecido por competir no Tangomarkkinat, uma competição de tango e o mais antigo festival de tango do mundo, realizado anualmente na Finlândia. Em função do casamento, Laila Hirvisaari teve seu nome alterado para Laila Hietamies.
O primeiro romance escrito por Laila Hietamies chama-se Lehmusten kaupunki ("Cidade dos Lindens"), publicado em 1972, dando início a uma série de romances sobre Lappeenranta, cuja sétima parte foi publicada em 2004. Hietamies escreveu muitas outras séries de romance, a maioria fala sobre Karelia e as conseqüências da Guerra da Finlândia no final da década de 1940. Ela também escreveu livros sobre uma princesa russa, Sonja, no período da Revolução Russa.
Em 9 de dezembro de 2004, Laila Hietamies, juntamente com seus três primos, alterou seu nome novamente para seu nome de solteira, Laila Hirvisaari, e desde então seus livros têm sido publicados com o nome de Laila Hirvisaari.
Laila Hirvisaari escreveu 34 romances, inúmeras histórias curtas e teatros. Laila Hirvisaari recebeu muitos prêmios literários respeitáveis, porém nunca o mais respeitável do país, o Prêmio Finlândia. Um filme foi feito baseado em seu romance Hylätyt talot, autiot pihat ("Casas abandonadas, quintais vazios") em 2000.
Seis de seus livros foram traduzidos para outros idiomas:
- Myrskypilvet, traduzido para o estoniano sob título de Tormpilved, editora Eesti Raamat 1996
- Satakielimetsä, traduzido para o estoniano sob título de Ööbikusali, editora Eesti Raamat, 1998.
- Sonja, traduzido para o estoniano sob mesmo título, Sonja, editora Eesti Raamat 1995, tradutora: Debora Vaarandi.
- Valkoakaasiat traduzido para o estoniano sob o título de Valged Akaatsiad, editora Eesti Raamat 1996, tradutora Debora Vaarandi.
- Vienan punainen kuu, traduzido para o inglês sob o título de Red Moon over White Sea, editora, Aspasia Books do Canadá, 2000, trandutor: Börje Vähämäki.
- Viktoria, traduzido para o estoniano sob título de Victoria, editora Eesti Raamat 1999, tradutora: Anne Karu.

Hirvisaari morreu em 16 de junho de 2021, aos 83 anos de idade, em Helsinque.